# 65696 Pierrehenry
65696 Pierrehenry este un asteroid din centura principală de asteroizi.

## Descriere
65696 Pierrehenry este un asteroid din centura principală de asteroizi. A fost descoperit pe 6 octombrie 1991 la Observatorul Palomar de Andrew Lowe. Asteroidul prezintă o orbită caracterizată de o semiaxă mare de 2,81 ua, o excentricitate de 0,12 și o înclinație de 9,1° în raport cu ecliptica.